# LIBRO
LIBRO（リブロ）は日本のヒップホップ・ミュージシャンである。

## 略歴
- 1997年、Flower Recordsより7月21日にシングル『軌跡』を発売。
- 1998年、1stアルバム『胎動』を発売。
- 2003年、シングル「三昧」を発売。以降は2009年に全曲器楽曲アルバムの「night canoe」発売以外は単独の活動がほぼ無く、暫くは作品の発表が途絶える事となる。
- 2006年、KeycoとのプロジェクトFuuriで幅広いジャンルの音で音楽プロデュース。
- 2014年5月7日、単独名義では5年ぶりアルバム『COMPLETED TUNING』を発売以降は単独で作品を発表する事が多くなっていく。
- 2015年4月2日、アルバム『拓く人』を発売。
- 2016年11月23日、ポチョムキンと共に結成したユニット「鶴亀サウンド」名義でアルバム「AWAKENING」を発売。
- 2025年5月25日、キャリア初となるワンマンライブをLIQUIDROOMで開催[1]。

## ディスコグラフィー
＊Fuuri名義のものは除く

### シングル
|                | 発売日         | タイトル       | 規格品番           |
| Flower Records | Flower Records | Flower Records | Flower Records     |
| -------------- | -------------- | -------------- | ------------------ |
| 1st            | 1997年7月21日  | 軌跡           | SDZC-1002 (CD)     |
| 1st            | 1999年1月1日   | 軌跡           | SDZA-1002 (12inch) |
| GROOVE GURU    |                |                |                    |
| 2nd            | 2000年1月1日   | 音楽三昧       | (12inch)           |
| 2nd            | 2000年12月22日 | 音楽三昧       | GMD-F014 (CD)      |
| NEW DEAL       |                |                |                    |
| 3rd            | 2003年7月16日  | 三昧           | NDCN-82003 (CD)    |

### EP
|                  | 発売日           | タイトル         | 規格品番         |
| BLACK SWAN, INC. | BLACK SWAN, INC. | BLACK SWAN, INC. | BLACK SWAN, INC. |
| ---------------- | ---------------- | ---------------- | ---------------- |
| 1st              | 2015年1月14日    | GEAR             | BSINC-012 (CD)   |

### アルバム
|             | 発売日         | タイトル                       | 規格品番           | 備考                               |
| P-VINE      | P-VINE         | P-VINE                         | P-VINE             | P-VINE                             |
| ----------- | -------------- | ------------------------------ | ------------------ | ---------------------------------- |
| 1st         | 1998年12月25日 | 胎動                           | PCD-3870 (CD)      | -                                  |
| 1st         | 2010年1月20日  | 胎動                           | PCD-15037 (CD)     | 全曲リマスター盤                   |
| AMPED MUSIC |                |                                |                    |                                    |
| 2nd         | 2009年2月4日   | night canoe                    | AMPED-001 (CD)     | 全曲インストゥルメンタルアルバム   |
| 3rd         | 2014年5月7日   | COMPLETED TUNING               | AMPED-002 (CD)     | -                                  |
| -           | 2014年12月24日 | COMPLETED TUNING INSTRUMENTALS | AMPED-003 (CD)     | 『COMPLETED TUNING』のインスト盤。 |
| 4th         | 2015年4月2日   | 拓く人                         | AMPED-004 (CD)     | -                                  |
| 4th         | 2016年1月13日  | 拓く人                         | AMPED-005 (12inch) | -                                  |
| -           | 2015年10月7日  | オトアワセ                     | AMPED-006 (CD)     | 「LIBRO × 嶋野百恵」名義での発売。 |
| 5th         | 2016年5月25日  | 風光る                         | AMPED-007 (CD)     | -                                  |
| 6th         | 2017年10月18日 | 祝祭の和音                     | AMPED-008 (CD)     | -                                  |
| 7th         | 2018年12月26日 | SOUND SPIRIT                   | AMPED-009 (CD)     | -                                  |
| 8th         | 2021年9月8日   | なおらい                       | AMPED-010 (CD)     | -                                  |
| 8th         | 2022年7月13日  | なおらい                       | AMPED-011 (2LP)    | -                                  |

### 鶴亀サウンド
|      | 発売日         | タイトル  | 規格品番      |
| Glue | Glue           | Glue      | Glue          |
| ---- | -------------- | --------- | ------------- |
| 1st  | 2016年11月23日 | AWAKENING | GLUE-001 (CD) |

### MIX CD
- 『Mind Tuner #1』（2013年6月25日）
- 『Mind Tuner #2』（2013年11月27日）
- 『Mind Tuner #2』（2014年10月15日）

#### アナログ
- 『対話』（1998年）
- 『DOYTENA 2000』（2000年1月1日）
- 『雨降りの月曜』（2007年11月29日）
- 『拓く人』（2016年1月13日）

### 参加楽曲
- 「FOREVER」DJ TONK feat. AKEEM, LIBRO, HILL THE IQ, CO-KEY『Reincarnation』（2000年3月30日）
- 「サタデイ feat. CO-KEY & LIBRO」Keyco『Keyco』（2000年11月8日）
- 「HIGH & LOW feat. LIBRO」Keyco『SEVEN』（2004年6月30日）
- 「SUKIKATTE feat. DOGMA, 漢 a.k.a. GAMI, LIBRO」PONY『PONY EP』（2014年11月26日）
- 「Raindrops(Album Ver.)」餓鬼レンジャー『祭事』（2015年9月16日）
- 「アメノウキハシ」Laugh（2017年4月16日）
- 「CALLING YOU」TOTAL FAT『FAT』（2017年4月26日）
- 「REAL DEAL ~Who Got The Madd Propps~feat.漢 a.k.a. GAMI, LIBRO, 道(TAO), ＆SNAFKN」（2018年5月23日）
- 「シールドマシン feat. LIBRO & BASI (韻シスト)」chop the onion『CONDUCTOR』（2018年12月19日）
- 「TODAY feat. LIBRO & MONY HORSE」DOGMA × LORD 8ERZ『DROPOUT SIDINGS』（2019年4月24日）

### 楽曲提供
- 「新時代」 ラッパ我リヤ 『ラッパ我リヤ伝説』 (2000年7月19日)
- 「YES Feat. CO-KEY」　HILL 『YES』(2002年4月26日)
- 「SKIT」「BYE BYE COOKIE MAN」 山仁  『クッキーマン』 (2008年10月10日)
- 「Easy Like Sunday Morning」 KLOOZ (2011年1月16日)
- 「言葉に出来ない」 鬼 『湊』  (2011年4月20日)
- 「Intro」 「君が世」 山仁 『KIMIGAYO』 (2012年7月11日)
- 「明日を待っている」 泉まくら  『愛ならば知っている 』 (2015年4月22日)
- 「京都府北部　移住者たちの24時間」京都府北部地域連携都市圏形成推進協議会 (2017年2月28日)
- 「ゆれろ」 RHYMESTER 『ダンサブル』(2017年9月6日)
- 「キンドー feat. ARK & SHOT」 鬼　『DopeFile』 (2018年8月22日)
- 「RUN AND GUN pt.2 feat. BASI, HUNGER」サイプレス上野とロベルト吉野『ドリーム銀座』　（2018年11月28日）
- 「Dreamin'」 MU-TON 『RIPCREAM』 (2018年12月5日)
- 「BONGO feat. JAG-ME & MONJI」 MU-TON 『RIPCREAM』 (2018年12月5日)
- 「マジでハイ」　梅田サイファー『NEVER GET OLD』 (2019年1月23日)
- 「キューバ・リブレ feat. Mummy-D, RYO-Z, LIBRO & DABO」
  - 餓鬼レンジャー 『ティンカーベル　〜ネバーランドの妖精たち〜』(2019年4月3日)
- 「夢で逢いましょう　feat. 鶴亀サウンド」
  - 餓鬼レンジャー 『ティンカーベル　〜ネバーランドの妖精たち〜』(2019年4月3日)
- 「2015」 崇勲　『素通り』 (2019年5月29日)
- 「Check My Style」 MU-TON(2019年10月3日)
- 「Rap is outta control」
  - MEGA-G『Re:BOOT』 (2019年11月3日)
- 「I love you son (feat. PRIMAL & 秋田犬どぶ六)」
  - MEGA-G『Re:BOOT』 (2019年11月3日)

#### リミックス
- 「FOREVER (LIBRO Remix)」DJ TONK feat. AKEEM, LIBRO, HILL THE IQ, CO-KEY　『REINCARNATED SOLDIERS』（2000年11月30日）
- 「FAMILY (FIRST LIGHT MIX)」Keyco『IMPRESSIONS』（2002年11月13日）
- 「All Night (Libro Remix) feat. The Procussions」
  - DJ TONK　『SPACE TRAVELERS』　（2008年5月28日）
- 「Innervision (Libro Remix) feat. Kero One」
  - DJ TONK『SPACE TRAVELERS』　（2008年5月28日）
- 「ENTER MY DREAM （LIBRO REMIX）」 キリコ （2010年9月8日）
- 「新宿ストリート・ドリーム (LIBRO REMIX)」 漢 a.k.a. GAMI（2018年2月28日）
- 「資生堂 The Party Bus 好きだなんて言えない」 劇中曲（2018年10月15日）